# Esther Waeber-Kalbermatten
Esther Waeber-Kalbermatten (* 24. September 1952; heimatberechtigt in Saas-Almagell) ist eine Schweizer Politikerin (SP). 2009 wurde sie im Kanton Wallis als erste Frau in den Staatsrat (Regierungsrat) gewählt. Sie war Vorsteherin des Departements für Gesundheit, Soziales und Kultur (DGSK). Sie blieb bis 2021 im Amt.

## Familie
Waeber-Kalbermatten wurde 1952 als älteste Tochter der Familie Walter und Albina Kalbermatten-Zurbriggen geboren. Bedingt durch den Lehrerberuf des Vaters wuchs sie zusammen mit den drei Geschwistern in Leuk-Stadt, Visp und Naters auf. Seit 1977 ist Waeber-Kalbermatten mit Reinhard Waeber (ehemals Chefarzt des Psychiatriezentrums Oberwallis, nun im Ruhestand), verheiratet. Sie ist Mutter von drei Söhnen. Sie wohnt in Brig-Glis.

## Ausbildung und Beruf
Nach der obligatorischen Schulzeit gehörte Waeber-Kalbermatten zu den ersten Mädchen, die nach der Öffnung der Mittelschulen im Wallis für die Frauen ab 1967 das Gymnasium am Kollegium Spiritus Sanctus in Brig absolvieren durften. Nach der Matura Typus B im Jahr 1973 studierte sie an der Universität in Bern Pharmazie und erlangte 1979 das Diplom als eidg. dipl. Apothekerin. Anschliessend übernahm sie Stellvertretungen in mehreren Offizina-Apotheken. Zwischen 1985 und 1997 unterrichtete sie zudem die Pharma-Assistentinnen an den Berufsschulen in Brig und in Bern. Ab 1993 bis zu ihrer Wahl in den Staatsrat im Jahr 2009 führte Waeber-Kalbermatten in Brig eine eigene Apotheke. Zwischen 2002 und 2004 absolvierte sie zudem ein Nachdiplomstudium in Gender-Management an der Fachhochschule Nordwestschweiz FHNW in Olten.

## Politische Laufbahn
1989 wurde Waeber-Kalbermatten als SP-Suppleantin für den Bezirk Visp ins Walliser Kantonsparlament gewählt. Es folgten zwischen 1993 und 2005 insgesamt zwölf Jahre (drei Legislaturen) als SP-Abgeordnete für den Bezirk Brig im Walliser Grossen Rat. Hier engagierte sie sich in zahlreichen parlamentarischen Kommissionen, unter anderem sechs Jahre in der Finanzkommission sowie als Vizepräsidentin in der thematischen Kommission für Institutionen, Familien und auswärtige Angelegenheiten.
1997 bis zu ihrer Wahl in die Walliser Regierung war sie zudem im Gemeinderat der von Brig-Glis, wo sie zuletzt das Ressort Wirtschaft und Kultur leitete, unter anderem im Bereich Energiestadt. In ihre Ära fiel der Um-, Aus- und Erweiterungsbau mit Angliederung einer modernen Demenzstation. Ebenso war Waeber-Kalbermatten als Ressortleiterin Kultur massgebend beteiligt, dass das ehemalige Zeughaus der Armee in Brig-Glis von der Gemeinde käuflich erworben und in ein Kulturzentrum umgebaut wurde.
Weitere Mandate von Esther Waeber-Kalbermatten:
- 1999–2005 das Präsidium des kantonalen Gleichstellungsrats
- 2001–2005 Vizepräsidentin des Stiftungsrats des Alters- und Pflegeheims Englischgruss in Brig-Glis
- 2005–2009 Präsidentin des Stiftungsrats des Alters- und Pflegeheims Englischgruss in Brig-Glis

Im März 2009 wurde Waeber-Kalbermatten als erste Frau in den Staatsrat des Kantons Wallis gewählt, wo sie als Vorsteherin das Departements für Sicherheit, Sozialwesen und Integration (DSSI) übernahm. 2012/13 wurde sie erste Regierungspräsidentin des Kantons Wallis. Im März 2013 wurde sie als Staatsrätin wiedergewählt und stand seither dem Departement für Gesundheit, Soziales und Kultur (DGSK) vor. Bei den Wahlen im März 2017 wurde sie mit 53'990 Stimmen für eine dritte Amtsperiode bestätigt. 2021 stellte sie sich nicht der Wiederwahl.

## Frauenpolitisches Engagement
Als Gymnasiastin setzte sich Waeber-Kalbermatten mit der Geschlechterfrage und Gleichstellungsproblematik auseinander. Als Studentin in Bern reichte sie als Folge des Kontakts mit Frauen der Frauenbefreiungsbewegung eine Motion für die Schaffung des Kantonalen Gleichstellungsbüros ein. Die Gleichstellungspolitik wurde fortan zu einem Schwerpunkt ihrer politischen Arbeit, so bei der Errichtung des kantonalen Gleichstellungsbüros oder bei dessen definitiver gesetzlichen Verankerung. Waeber-Kalbermattens Verdienst ist, dass der Kanton Wallis ein sehr fortschrittliches Gleichstellungsgesetz hat. Zudem war sie von Beginn an Mitglied im Kantonalen Gleichstellungsrat, dem Begleitorgan des Gleichstellungsbüros, den sie 1999 bis 2005 auch präsidiert hat. Unter anderem entstand in Zusammenarbeit mit der Fachhochschule Gesundheit und Soziales Wallis das Forschungsprojekt Wege in die Armut, das die Situation alleinerziehender Eltern, die auf Sozialhilfe angewiesen sind, aufgezeigt. 2003 wurde zudem auf ihre Initiative im Wallis erstmals der Prix Egalité vergeben.